# Mitilene
Mitilene o Mitilini (en griego: Μυτιλήνη [mitiˈlini]ⓘ, en latín: Mytilenæ) es una ciudad griega situada en un promontorio de la isla de Lesbos, en el mar Egeo. Pertenece a la unidad periférica de Lesbos y es la capital de la periferia de Egeo Septentrional.
Con puerto comercial, su máximo esplendor lo tuvo entre los siglos VII y siglo VI, declinando en la Edad Media. Entre los años 1462 y 1912 estuvo ocupada por los otomanos. En la actualidad posee industrias de tabaco, textiles y curtidos. Tiene una población de unos 32 000 habitantes. Está rodeada por tierras fértiles. Hay montañas en el norte y el oeste de la ciudad.
Personalidades importantes de Mitilene en la Antigüedad fueron, entre otros, Alceo, Pítaco y Safo.

## Historia

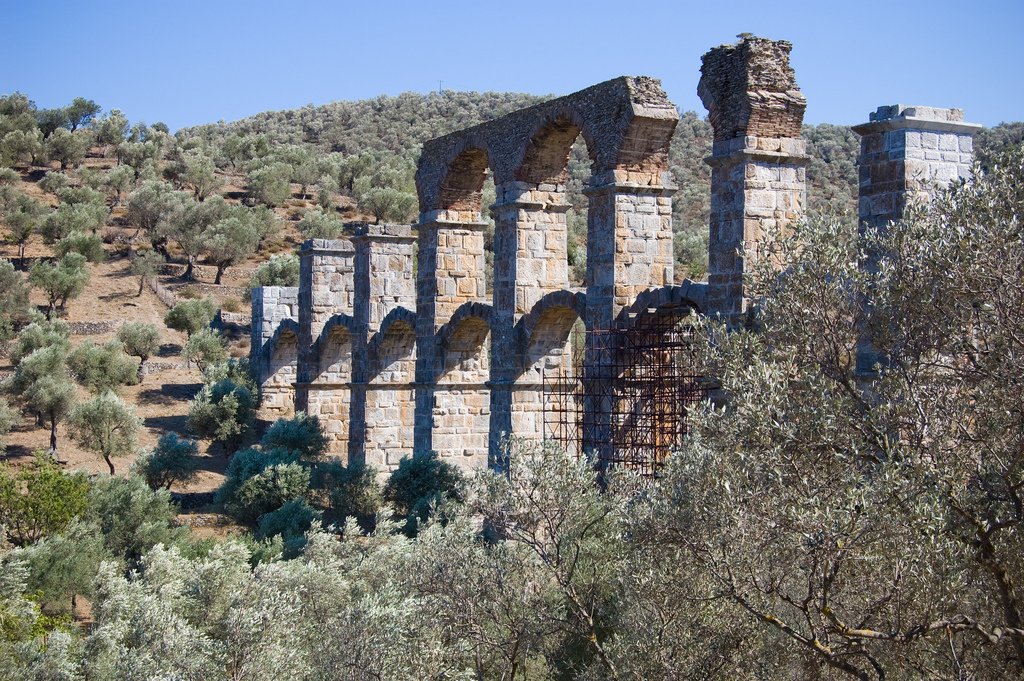
Acueducto romano construido c. para la conducción de agua del Monte Olimpo a Mitilene.

Mitilene fue fundada en el siglo XI a. C. supuestamente por los pentílidas llegados de la región de Tesalia, que gobernaron la isla hasta que fueron derrocados por una revuelta popular al comienzo del siglo VI a. C. La ciudad se fundó sobre una isla que posteriormente se unió a tierra firme y formó dos puertos, uno de los cuales, el del norte, se llamaba Malea (Μαλόεις).
El tirano Melancro fue destronado en el año 612 a. C. por Pítaco y Antiménidas y Ciquis, hermanos estos dos últimos del poeta Alceo. Lo sucedió el tirano Mírsilo (r. 612-590 a. C.)
Mitilene es mencionada por primera vez en la lucha de los atenienses y eolios por el puerto de la ciudad de Sigeo, en el extremo noroeste de Asia Menor (606 a. C.)
El estadista Pítaco murió en 569/70 a. C.
Mitilene participó en la fundación de Naucratis en Egipto, la ciudad llevó contingentes para la invasión de Egipto por Cambises II en 525 a. C. y para la expedición de Darío I a Escitia. Tomó parte en la revuelta jónica en 499 a. C. pero toda la isla de Lesbos fue tomada por los persas y años más tarde probablemente había naves de Mitilene entre las sesenta que los eolios proporcionaron a Jerjes II para la invasión de Grecia pero en el año 479 a. C. los lesbios lucharon en el lado de la alianza griega.
Después de la derrota persa, Mitilene se alió con Atenas, pero en la guerra del Peloponeso la ciudad se rebeló en 428 a. C. junto con otras de la isla (Metimna no la secundó). Asediada la ciudad y conquistada en 427 a. C. se decidió en una asamblea en Atenas que todos los habitantes masculinos habrían de ser ejecutados y las mujeres y niños vendidos como esclavos, pero se volvió a discutir el tema y por una estrecha mayoría se aprobó que sólo murieran los responsables de la revuelta. Las murallas fueron demolidas y la flota confiscada. El territorio fue entregado a los atenienses, y la ciudad fue privada de todas sus dependencias en tierra firme asiática.
En 406 a. C., Conón, jefe de la flota ateniense, fue derrotado por el espartano Calicrátidas en aguas de Mitilene y quedó bloqueado en su puerto, librándose la batalla de las islas Arginusas, en la que los espartanos fueron derrotados y Conón fue liberado.
La ciudad, como las demás de Lesbos, se alió con Alejandro Magno de Macedonia, pero Memnón de Rodas, el jefe de la flota persa, reconquistó la isla en el 333 a. C. y murió justo después de derrotar a Mitilene. Hegéloco la recuperó para los macedonios. Dos destacados ciudadanos de Mitilene, Laomedonte y Erigio, hijos de Larico, formaron parte de los consejeros de Alejandro (Erigio murió en combate en Bactriana y Laomedonte fue gobernador de Siria ya muerto Alejandro). En esta época la ciudad era regida por comuneros (δᾶμος) y un consejo (βόλλα), mencionados en las monedas.
En el siglo I abrazó el partido de Mitrídates VI Eupator del Ponto. M. Thermus conquistó la isla (se distinguió Julio César) y saqueó Mitilene. Pero la amistad de Pompeyo con Teófanes, el notable local, condujo al establecimiento de Mitilene como ciudad libre. Después de la derrota de Farsalia, Pompeyo se detuvo en la isla para recoger a Cornelia. Sexto Pompeyo, su hijo, después de su derrota en 36 a. C. en Miles, fue bien recibido en Mitilene. En esta época los magistrados de Mitilene se llamaban pretores (στρατηγός), según las monedas.
Agripa residió allí una temporada en exilio voluntario. Germánico pasó por la isla con su mujer Agripina, proveniente de Eubea, y allí nació Julia. Vespasiano suprimió el privilegio de ciudad libre, pero Adriano lo restauró.
Bajo el Imperio bizantino fue parte de la provincia de las Islas y más tarde del thema del mar Egeo.
La ciudad fue muy importante en la Edad Media, hasta el punto de eclipsar a las demás y dio nombre a toda la isla.
Excavaciones arqueológicas llevadas a cabo entre 1984-1994 de la época medieval por la Universidad Británica de Columbia, y dirigidas por Caroline y Hector Williams, revelaron un santuario de Deméter y Core del final de la época clásica/helenística y una capilla de los Gattelusi, la familia genovesa que gobernó el norte del Egeo desde mediados del siglo XIV hasta mediados del siglo XV.

## Transportes
Carretera
Mitilene está comunicada mediante la carretera GR-67 con Skala Eressou, al otro lado de la isla de Lesbos. 
Barco
Mitilene tiene un puerto desde donde parten transbordadores hacia las islas cercanas de Lemnos y Quíos y también hacia otras islas, pero únicamente para transporte de mercaderías. De hecho, no hay un servicio regular hacia Turquía, salvo por los servicios de transporte de carga. El puerto, a su vez, está conectado con las ciudades de El Pireo, Atenas y Salónica. Varios barcos de las navieras NEL y Hellenic Seaways realizan viajes desde Mitilene de 8 horas de duración (vía Quíos) hasta el Pireo y una vez por semana hasta Salónica. El puerto principal que comunica Mitilene con el continente es El Pireo.
Avión
El aeropuerto internacional de Mitilene "Odysseas Elytis" está ubicado 9 kilómetros al sur de la ciudad y la conecta con Atenas (35 min.), Salónica (40 min.), Rodas (45 min.), Quíos (15 min.), Lemnos (15 min.) y Samos (20 min.). Las tres compañías aéreas griegas (Aegean, Olympic Air y Athens Airways) operan vuelos hacia y desde Mitilene. Durante la temporada turística la oferta se ve aumentada con vuelos a más de 15 países europeos.

## Demografía
| Gráfica de evolución de Mitilene entre 1981 y 2021 |
|                                                    |

## Educación
En Mitilene se encuentra la sede de la Universidad del Egeo.

## Deportes
- Aeolikos - tercera división